# Melchior Hässi
Melchior Hässi (* vor 1559; † nach 1616 in Glarus) war ein Schweizer Politiker. Er war der Sohn des Konrad Hässi, sein Bruder war Gabriel Hässi.

## Leben
Melchior Hässi war in erster Ehe mit Margaretha Tschudi, Tochter des Aegidius Tschudi verheiratet, in zweiter Ehe mit Anna Maria Hösli. Er war zunächst Hauptmann in französischen Diensten, danach Glarner Ratsherr und 1571, 1579 und 1593 Landesstatthalter, 1574 bis 1578, 1582 bis 1584 und 1596 bis 1598 Landammann und mehrfach eidgenössischer Diplomat.  
In seiner Amtszeit vermittelte er 1573, 1603, 1607 an Konferenzen in Chur und 1604 beim spanischen Statthalter in Mailand. Als eidgenössischer Delegierter erneuerte er 1576 das Bündnis mit dem Grauen Bund und 1590 den Bund mit dem Zehngerichtenbund. 1582 vertrat er die Eidgenossenschaft bei Herzog Karl Emmanuel von Savoyen und 1577 sowie 1590 bei Erzherzog Ferdinand. 
Von 1612 bis 1614 war er Landvogt in Uznach und von 1614 bis 1616 im Gaster.